# 東快訊
《東快訊》（Eastern Express，亦稱《東方快報》）是由東方報業集團于1994年2月至1996年6月在香港發行的英文報章。

## 背景
90年代初，香港只有兩家收費的英文報章，分別是《南華早報》和《英文虎報》。而在六四事件發生後，這兩家報章均被指立場親中。當時的東方報業集團董事長马澄坤則為了打破壟斷局面，在1990年投入近2億港元發展英文報刊，並請到前衛報顧問編輯韋安仕（Stephen Vines）作為第一任主編。

## 關閉及停刊
創刊僅九個月，《東快訊》就要面對廣告少、管理層變動劇烈的問題。1996年，該報虧損達到1.5億港元。最終《東快訊》在1996年6月29日突然關閉，導致近65名編輯及製作人員失業。2天后，馬澄坤辭去東方報業公司的董事長職位，由其弟马澄发接任。